# 中西正男
中西 正男（なかにし まさお、1974年9月19日 - ）は、KOZOクリエイターズに所属する芸能ジャーナリスト。かつては、デイリースポーツ本社編集局の大阪報道部で芸能担当記者を務めていた。

## 来歴
大阪府枚方市出身で、大阪府立牧野高等学校から1年の浪人を経て立命館大学産業社会学部へ進学。進学後はラグビー部に所属していた。
「小学生の頃から新聞記者を漠然と志していた」とのことで、大学卒業後の1999年にデイリースポーツ社へ入社すると、当時空席になっていた編集局大阪報道部の芸能担当記者に配属。お笑い、落語、宝塚歌劇などを取材したほか、2003年には、「スポーツ紙では前代未聞」とされる桂米朝 (3代目) へのロングインタビューを成し遂げた。
上記のインタビュー記事などで注目されたことを背景に、2005年から『なるトモ!』（読売テレビ）に出演。その後も在阪局が制作するテレビ・ラジオ番組などへの出演が相次いだことから、スポーツ紙の記者では珍しく、デイリースポーツへの入社以来異動を一切経験しないまま13年以上にわたって芸能担当を続けた。2012年8月1日に現在の妻と結婚したが、同年9月30日付でデイリースポーツを退社してからは、井上公造（芸能ジャーナリスト）が代表を務めるKOZOクリエイターズ所属の「芸能記者」として活動している。
本人がデイリースポーツからの退社後に明かしたところによれば、退社のきっかけになったのは、「芸能記者として培った人脈を会社へ利益をもたらす方向で生かして欲しい」との理由で2012年8月3日に本社広告局への異動を打診されたことにあるという。当時は結婚した直後でもあったため、当初は打診を受け入れてでも、デイリースポーツへの勤務を続けることを検討していた。しかし、「（当時井上が毎週金曜日に出演していた）朝日放送の『おはよう朝日です』で、井上が（当時活動の拠点を置いていた東京を中心に多忙を極めていたことから）来阪できない月 - 木曜日に芸能情報をスタジオで解説できる人材を地元（放送対象地域の関西地方）で求めている」という情報を、井上と共通の知人から伝えられたことで退社を決意。8月16日に退社の意向を伝えると、その日のうちに『おはよう朝日です』への出演を正式に受諾した。実際には、退社の翌日（2012年10月1日）にKOZOクリエイターズへ移籍したうえで、同日から2020年9月まで『おはよう朝日です』にレギュラーで出演。
2017年以降は、在阪以外の民放局が全国ネット向けに制作するテレビ・ラジオ番組（フジテレビ制作の『バイキング』など）にも、「芸能記者」という肩書で随時登場。『Yahoo!ニュース』向けに連載記事の執筆を始めたところ、2019年の「オーサーアワード」で個人部門の特別賞を受賞した。『朝日新聞』の朝刊でも、「TV笑（ショー）ケース」という連載コラムを2018年5月から2022年7月まで月に1回のペースで担当。2022年12月9日には、自身初の著書『なぜ、この芸人は売れ続けるのか?』がマキノ出版から発売された。

## レギュラー番組

### 現在

#### テレビ
- 上沼・高田のクギズケ! （讀賣テレビ放送）
- 朝生ワイド す・またん（同上）火曜コメンテーター
  - 8年間にわたってレギュラーで出演してきた『おはよう朝日です』（平日版）の裏番組で、2021年10月から火曜日に週替わりでスタジオ出演[3]。
- キャッチ! （中京テレビ放送）
- 旬感LIVE とれたてっ!（関西テレビ放送）毎週金曜日にレギュラー出演。

この他にも、毎日放送が制作する情報番組（『ちちんぷいぷい』『ミント!』→『よんチャンTV』）で芸能関連の話題を取り上げる場合に、スタジオでの解説を随時担当。

#### ラジオ
- ウラのウラまで浦川です（朝日放送ラジオ） - 毎週月曜と木曜日にレギュラーで出演。2024年3月までは木曜のみの出演。同年4月から週2回出演。

以下の番組はいずれも、MBSラジオの生放送番組。
- 松井愛のすこ〜し愛して♥ - 「なかにし正男」名義で月曜日にレギュラー出演
- 中西正男のエラいすんまへん…。 - 他局を含めても自身初の冠番組
  - 2022年12月11日と2023年7月24日に特別番組として放送された後に、「不惑のMラジ」（2023年度のナイターオフ期間限定番組レーベル）の水曜枠にレギュラーで編成。2023年11月8日 - 2024年3月27日水曜18:00-20:00。2024年4月以降月一回不定期。2024年11月5日-2025年3月25日火曜18:00-20:00。（2024年度のナイターオフ火曜枠）2025年4月以降月一回不定期。
- 高山トモヒロのオトナの部室（朝日放送ラジオ）

### 過去

#### テレビ
- なるトモ （讀賣テレビ放送） - デイリースポーツの芸能担当記者時代に出演
- おはよう朝日です (朝日放送テレビ) 
デイリースポーツ退社後初のレギュラー番組で、月 - 木曜日に芸能関連のスタジオ解説を担当。
- バイキングMORE (フジテレビジョン) [5]
- 特盛!よしもと 今田・八光のおしゃべりジャングル （讀賣テレビ放送）
- ラジオ
- 生島ヒロシのおはよう一直線（TBSラジオ）

## 連載コラム
- 「TV笑（ショー）ケース」（朝日新聞）
  - 「上方」（中西がデイリースポーツの記者時代から活動や生活の拠点を置く関西地方）を中心に活動する落語家や芸人への取材を中心に構成していた関係で、2022年7月の連載終了後も、掲載済みの記事を「上方芸能ここだけの話」と改題したうえで『AERA dot.』で公開。
- 「中西正男のここだけの話～直接見たこと聞いたことだけ伝えます～」（Yahoo!ニュースから有料で配信）

## 著書
- 『なぜ、この芸人は売れ続けるのか?』（2022年12月9日初版刊行、マキノ出版、ISBN 978-4837614494）